# Mike Day
Michael "Mike" Day (nascido em 9 de outubro de 1984) é um ciclista de BMX profissional norte-americano que competiu no ciclismo nos Jogos Olímpicos de Verão de 2008, representando os Estados Unidos. Lá, ele ganhou a medalha de prata na prova de BMX masculino.